# 光武 (年號)
光武（韓語：광무；1897年8月16日－1907年8月2日）是大韓帝國皇帝朝鮮高宗之年號。1897年8月16日改元光武，同年10月12日改国号为大韓帝國，1907年8月2日改元隆熙。

## 紀年、干支、西曆對照表
| 光武 | 元年   | 二年   | 三年   | 四年   | 五年   | 六年   | 七年   | 八年   | 九年   | 十年   | 十一年 |
| ---- | ------ | ------ | ------ | ------ | ------ | ------ | ------ | ------ | ------ | ------ | ------ |
| 公元 | 1897年 | 1898年 | 1899年 | 1900年 | 1901年 | 1902年 | 1903年 | 1904年 | 1905年 | 1906年 | 1907年 |
| 干支 | 丁酉   | 戊戌   | 己亥   | 庚子   | 辛丑   | 壬寅   | 癸卯   | 甲辰   | 乙巳   | 丙午   | 丁未   |

## 参看
- 朝鮮半島年號列表
- 其他光武意义
- 光武改革
- 同期存在的其他政權之紀年
  - 光绪（1875年至1908年）：清朝－光绪帝年号
  - 大明国（1902年）：清朝时期－洪全福年号
  - 漢德（1906年）：清朝时期－龔春台年号
  - 明治（1868年至1912年）：日本－明治天皇年號
  - 成泰（1889年至1907年）：越南阮朝－成泰帝年号
  - 维新（1907年至1916年）：越南阮朝－维新帝年号